# Аушед
Аушед — хутор в Абинском районе Краснодарского края России. Входит в состав Мингрельского сельского поселения.

## Географическое положение
Хутор расположен в 5 км на северо-восток от станицы Мингрельской.

## Население
| 2002 | 2010 | 2021 |
| ---- | ---- | ---- |
| 97   | ↘69  | ↘56  |

## Улицы
- ул. Весенняя
- ул. Кубанская
- ул. Лесная
- ул. Пионерская
- пер. Прикубанский
- ул. Светлая
- ул. Северная
- ул. Советов
- ул. Школьная[6].